# Tom Van Asbroeck
Tom Van Asbroeck (født 19. april 1990 i Aalst) er en cykelrytter fra Belgien, der er på kontrakt hos Israel-Premier Tech.